# Premios YoGa
Los Premios YoGa son unos premios irónicos a lo peor del cine español y extranjero otorgados anualmente desde 1990 por Catacric, un colectivo de críticos de cine de Cataluña. El mismo nombre de estos galardones, que no se entregan físicamente, es una parodia del de los Goya. Son conocidos por los nombres satíricos que dan a cada premio en función del ganador, y podrían considerarse el equivalente español de los Premios Razzie. Su avatar es una caricatura de Groucho Marx.

## Historial de ganadores

### 1990[1]
| Sección         | Premio                      | Nombre                         | Ganador                                                                             |
| --------------- | --------------------------- | ------------------------------ | ----------------------------------------------------------------------------------- |
| Cine extranjero | Peor película               | "Esther Williams rompe aguas"  | Abyss, con accésits a Black Rain y Cocktail                                         |
| Cine extranjero | Peor director               | "Aquí huele a muerto"          | Peter Greenaway                                                                     |
| Cine extranjero | Peor actor                  | "Mamá, quiero ser autista"     | Dustin Hoffman por Rain Man, con un accésit a Mickey Rourke                         |
| Cine extranjero | Peor actriz                 | "Pesadilla en Elm Streep"      | Meryl Streep                                                                        |
| Cine español    | Peor película               | "Ferum (pestazo) de honor"     | Garum                                                                               |
| Cine español    | Peor director               | "Capitán, mi capitán"          | Francesc Bellmunt, por el conjunto de su obra                                       |
| Cine español    | Peores actores              | "Lina Lamont de dicción"       | Jorge Sanz y Ángela Molina, por el conjunto de sus labores                          |
| Especiales      | Peor diseño                 | "Coca de llardons"             | Estación Central                                                                    |
| Especiales      | Peor doblaje                | "Bocinazo Harpo Marx"          | El aire de un crimen                                                                |
| Especiales      | Peor guion                  | "Me fui"                       | Si te dicen que caí                                                                 |
| Especiales      | Peor vestuario y maquillaje | "De Naftalina, Josefina"       | Esquilache                                                                          |
| Especiales      | Peor productor              | "Toma el dinero y corre"       | Enrique Viciano                                                                     |
| Especiales      | Peor distribuidora          | "Los pájaros"                  | UIP                                                                                 |
| Especiales      | Peor exhibidor              | "Cortina rasgada"              | Cinema Fémina de Barcelona                                                          |
| Especiales      | Peor institución            | "Los dioses deben estar locos" | Ministerio de Cultura y Generalidad de Cataluña, por sus políticas cinematográficas |

### 1991[2]
| Sección             | Premio                    | Nombre                                                      | Ganador                                                                   |
| ------------------- | ------------------------- | ----------------------------------------------------------- | ------------------------------------------------------------------------- |
| Cine extranjero     | Peor película             | "Concha, ¡qué asco!"                                        | Las tortugas ninja                                                        |
| Cine extranjero     | Peor director             | "Henry, June, Anaïs y otras chicas de París"                | Philip Kaufman                                                            |
| Cine extranjero     | Peor actor                | "El rostro im-pene-trable"                                  | Patrick Swayze                                                            |
| Cine extranjero     | Peor actriz               | "Pónmelo, pónmelo"                                          | Julia Roberts                                                             |
| Cine extranjero     | Peor institución          | "Con los ojos vendados"                                     | La Academia de Hollywood, por las cinco nominaciones de Ghost a los Oscar |
| Cine español        | Peor película             | "Vete al más allá (y cuéntanos cómo te ha ido)"             | Cena de asesinos                                                          |
| Cine español        | Peor director             | "Busca tu refugio"                                          | Carles Benpar, por La veritat oculta                                      |
| Cine español        | Peor actor                | "Lulú, c'est moi"                                           | Óscar Ladoire                                                             |
| Cine español        | Peor actriz               | "Yo era ob-esa"                                             | Isabel Pantoja                                                            |
| Cine español        | Peor ópera prima          | "Mujeres al borde de un ataque de premios"                  | Boom, boom                                                                |
| Cine español        | Peor productor            | "Yo soy Cifesa"                                             | Víctor Manuel                                                             |
| Cine español        | Peor guion                | "Página en blanco"                                          | Joaquín Oristrell, por Lo más natural                                     |
| Cine español        | Peores efectos especiales | "Dos orejas y rabo"                                         | Ratita, ratita                                                            |
| Cine español        | Peor doblaje              | "Esta voz es una coz"                                       | Moncho Borrajo                                                            |
| Cine español        | Peor distribuidora        | "De Madrid al limbo"                                        | UIP                                                                       |
| Cine español        | Peor exhibidor            | "Aquí huele a muerto"                                       | Cine Vergara de Barcelona                                                 |
| Especiales          | Peor trayectoria          | "PSUquet de peix"                                           | Pere Portabella, por Puente de Varsovia                                   |
| Especiales          | Industria (ex aequo)      | "Mira quién habla"                                          | Antoni Llorens                                                            |
| Especiales          | Industria (ex aequo)      | "Cómo ser productor y no morir en el descuento (de letras)" | Andrés Vicente Gómez                                                      |
| Uno de los nuestros | Uno de los nuestros       | "Cambia el polvo por el brillo"                             | Carlos Pumares                                                            |

### 1992[3]
| Sección         | Premio                   | Nombre                              | Ganador                                                                                             |
| --------------- | ------------------------ | ----------------------------------- | --------------------------------------------------------------------------------------------------- |
| Cine extranjero | Peor película (ex aequo) | "Durmiendo con su enemigo"          | Despertares                                                                                         |
| Cine extranjero | Peor película (ex aequo) | "Despertares"                       | Durmiendo con su enemigo                                                                            |
| Cine extranjero | Peor director            | "Bluff Velvet"                      | David Lynch, por Corazón salvaje                                                                    |
| Cine extranjero | Peor actor               | "Con el culo al aire"               | Kevin Costner, por Dances with Wolves y Robin Hood                                                  |
| Cine extranjero | Peor actriz              | "La máscara de hierro"              | Cher, por Sirenas                                                                                   |
| Cine extranjero | Peor documental          | "En la cama con Madonna"            | Banderas                                                                                            |
| Cine extranjero | Peor casting             | "No sin mi hija"                    | Diane Ladd, por Corazón salvaje y Rambling Rose                                                     |
| Cine español    | Peor película            | "Mamá, préstame tu ginecólogo"      | Lo más natural                                                                                      |
| Cine español    | Peor directora           | "Entre pillos anda el juego"        | Ana Belén, por Cómo ser mujer y no morir en el intento                                              |
| Cine español    | Peor actor               | "Una rubia muy dudosa"              | Miguel Bosé, por Tacones lejanos                                                                    |
| Cine español    | Peor actriz              | "El Conde de los Mareos"            | Ana Obregón, por Ho sap el ministre?                                                                |
| Cine español    | Peor vestuario           | "Pierna creciente, falda menguante" | Núria Hosta, por Lucrecia                                                                           |
| Cine español    | Peor productor           | "Chatarra"                          | Producción catalana de 1991                                                                         |
| Cine español    | Peor distribuidora       | "Tiburón 2: el robobo de la jojoya" | Columbia/Tristar                                                                                    |
| Cine español    | Peor exhibidor           | "Llamaradas ex aequo"               | Cines Bailén, Capsa y Fémina de Barcelona                                                           |
| Especiales      | Uno de los nuestros      | Uno de los nuestros                 | Rosa María Mateo, José Luis Garci y Enrique Herreros, por su retransmisión de los Oscar 1991 en TVE |

### 1993[4]
| Sección         | Premio                 | Nombre                                               | Ganador                                                                                            |
| --------------- | ---------------------- | ---------------------------------------------------- | -------------------------------------------------------------------------------------------------- |
| Cine extranjero | Peor película          | "Quinto centeBrando"                                 | Colón, el descubrimiento                                                                           |
| Cine extranjero | Peor director          | "Aquí, el que no corre, vuela"                       | Michael Mann, por El último mohicano                                                               |
| Cine extranjero | Peor actor             | "Los blancos no la saben meter"                      | Kevin Costner, por El guardaespaldas                                                               |
| Cine extranjero | Peor actriz (ex aequo) | "El cuerpo del delito"                               | Emmanuelle Seigner, por Luna de hiel                                                               |
| Cine extranjero | Peor actriz (ex aequo) | "El cuerpo del delito"                               | Kim Basinger, por Análisis final                                                                   |
| Cine español    | Peor película          | "Puta miseria"                                       | Makinavaja, el último choriso                                                                      |
| Cine español    | Peor dirección         | "Un paraguas para tres"                              | Gerardo Vera, por Una mujer bajo la lluvia                                                         |
| Cine español    | Peor actor             | "Ferran Rañé"                                        | Andrés Pajares, por Makinavaja, el último choriso                                                  |
| Cine español    | Peor actriz            | "La peor de todas"                                   | Judit Mascó, por El largo invierno y Después del sueño                                             |
| Cine español    | Peor doblaje           | "Chachipiruli"                                       | Una extraña entre nosotros                                                                         |
| Especiales      | Festival               | "Cariño, he agrandado al niño"                       | 25ª edición del Festival de Cine de Sitges                                                         |
| Especiales      | Uno de los nuestros    | "¿Por qué lo llaman amor cuando quieren decir sexo?" | Mari Pau Hughuet y Àlex Gorina, presentadores de los premios de cine de la Generalidad de Cataluña |

### 1994[5]
| Sección         | Premio         | Nombre                                                           | Ganador |
| --------------- | -------------- | ---------------------------------------------------------------- | --- |
| Cine extranjero | Peor película  | "Huevos de oro"                                                  | Una proposición indecente                                                                                         |
| Cine extranjero | Peor director  | "El listo de Spielberg"                                          | Steven Spielberg, por Parque Jurásico                                                                             |
| Cine extranjero | Peor actor     | "Sin perdón"                                                     | Tom Cruise, por La tapadera                                                                                       |
| Cine extranjero | Peor actriz    | "Ella nunca se niega"                                            | Sharon Stone, por Acosada                                                                                         |
| Cine español    | Peor película  | "Mira quién canta"                                               | Tres palabras |
| Cine español    | Peor dirección | "Papá de por vida"                                               | Gracia Querejeta, por Una estación de paso                                                                        |
| Cine español    | Peor actor     | "Acción inmutante"                                               | Antonio Resines, por Tocando fondo                                                                                |
| Cine español    | Peor actriz    | "Todas a la cárcel"                                              | - Rocío Jurado, por La Lola se va a los puertos - Marta Sánchez, por Supernova - Maribel Verdú, por Tres palabras |
| Cine español    | Industria      | "Por qué la llaman huelga, cuando los lunes no va nadie al cine" | Exhibidores españoles                                                                                             |
| Cine español    | Trayectoria    | "Des-afectos especiales"                                         | Enemigos de Pedro Almodóvar                                                                                       |
| Especiales      | Ministra       | "Uno de los nuestros"                                            | Carmen Alborch, por "su sonrisa... horizontal"                                                                    |
| Especiales      | Instituciones  | "Cuando los dinosaurios dominaban la tierra"                     | Las academias de cine                                                                                             |

### 1995[6]
| Sección         | Premio              | Nombre                                     | Ganador                                                          |
| --------------- | ------------------- | ------------------------------------------ | ---------------------------------------------------------------- |
| Cine extranjero | Peor película       | "La matanza de San Tarantín"               | Asesinos natos                                                   |
| Cine extranjero | Peor director       | "Con alas y a lo loco"                     | Wim Wenders, por ¡Tan lejos, tan cerca!                          |
| Cine extranjero | Peor actor          | "El pequeño Buda se va de marcha"          | Richard Gere, por el conjunto de su carrera                      |
| Cine extranjero | Peor actriz         | "La novia de Frankenstein"                 | Emma Thompson, por el conjunto de su carrera                     |
| Cine español    | Peor película       | "Sor Citroën"                              | Canción de cuna                                                  |
| Cine español    | Peor director       | "Hay un camino a la derecha"               | Antonio del Real, por Por fin solos                              |
| Cine español    | Peor actor          | "Peligro inminente"                        | Coque Malla, por Todo es mentira                                 |
| Cine español    | Peor actriz         | "En la boca no"                            | Ana Belén, por La pasión turca                                   |
| Cine español    | Peor cartel         | "La teta y la media luna"                  | La pasión turca                                                  |
| Cine español    | Peor doblaje        | "Garganta profunda"                        | Núria Espert, por la voz en off de La edad de la inocencia       |
| Cine español    | Industria           | "Días contadísimos"                        | Cine catalán de 1994                                             |
| Cine español    | Trayectoria         | "Rústico en Dinerolandia"                  | Antoni Ribas                                                     |
| Cine español    | Peor exhibidor      | "El menor espectáculo del mundo"           | Cines Arkadin de Barcelona                                       |
| Especiales      | Uno de los nuestros | "Lo que necesitas es humor"                | Asociación de Críticos y Escritores Cinematográficos de Cataluña |
| Especiales      | Libro               | "Eduardo Manostijeras / Planeta prohibido" | La filmoteca ideal                                               |

### 1996[7]
| Sección         | Premio                     | Nombre                               | Ganador                                                            |
| --------------- | -------------------------- | ------------------------------------ | ------------------------------------------------------------------ |
| Cine extranjero | Peor película              | "Mientras roncabas"                  | El convento                                                        |
| Cine extranjero | Peor director              | "No dirijas sin decirme a dónde vas" | Robert Rodríguez, por Desperado                                    |
| Cine extranjero | Peor actor                 | "French Kiss"                        | Hugh Grant, por Nueve meses                                        |
| Cine extranjero | Peores actrices (ex aequo) | "Bobastontas"                        | Sandra Bullock, por La Red                                         |
| Cine extranjero | Peores actrices (ex aequo) | "Bobastontas"                        | Julia Roberts, por Algo de que hablar                              |
| Cine español    | Peor película              | "Esta noche cruzamos el Manzanares"  | Historias del Kronen                                               |
| Cine español    | Peor dirección             | "Felpudo Maldito"                    | Marta Balletbò-Coll por Costa Brava                                |
| Cine español    | Peor actor                 | "Babe, el cerdito valiente"          | Juan Echanove, por La flor de mi secreto y Una casa en las afueras |
| Cine español    | Peor actriz                | "Dina Rex"                           | Lina Morgan, por Hermana, ¿pero qué has hecho?                     |
| Cine español    | Peor guion                 | "Justino, tenemos un problema"       | Guionistas de la ceremonia de los Goya                             |
| Cine español    | Peor doblaje               | "No te dobles que es peor"           | Antonio Banderas                                                   |
| Cine español    | Industria                  | "Farinelli il castrato"              | Cine catalán de 1995                                               |
| Cine español    | Trayectoria                | "Busca tu refugio"                   | Carles Benpar, por El caçador furtiu                               |
| Especiales      | Uno de los nuestros        | "Sospechosos habituales"             | Tertulianos de ¡Qué grande es el cine!                             |
| Especiales      | Celebración                | "Cien años... y un funeral"          | "Simulacro de celebración oficial" del centenario del cine         |

### 1997[8]
| Sección         | Premio              | Nombre                                                            | Ganador                               |
| --------------- | ------------------- | ----------------------------------------------------------------- | ------------------------------------- |
| Cine extranjero | Peor película       | "Tú okupa, que nosotros limpiamos la cárcel"                      | La Roca                               |
| Cine extranjero | Peor director       | "Mamá, quiero ser Spielberg"                                      | Roland Emmerich, por Independence Day |
| Cine extranjero | Peor actor          | "Painting for Richard, sin ton Nixon"                             | Anthony Hopkins, por Nixon            |
| Cine extranjero | Peor actriz         | "Abajo el periscopio"                                             | Demi Moore, por Striptease            |
| Cine español    | Peor película       | "El cortador de césped"                                           | Más allá del jardín                   |
| Cine español    | Peor director       | "La Dolce Jeta"                                                   | Bigas Luna, por Bámbola               |
| Cine español    | Peor actor          | "¿Qué me dices?"                                                  | Juan Diego Botto, por La Celestina    |
| Cine español    | Peor actriz         | "Tu nombre envenena mis sueños"                                   | Najwa Nimri, por Pasajes              |
| Cine español    | Trayectoria         | "El pecador de Formentera"                                        | Francesc Bellmunt                     |
| Especiales      | Uno de los nuestros | "A Wong Foo, gracias por todo"                                    | Antonio Gasset                        |
| Especiales      | Uno de los nuestros | "Perdona, Gorina, pero Sitges me quería a mí (Kietu Paradu Niñu)" | Àlex Gorina                           |
| Especiales      | Clásicos rehechos   | "No me toques el mito, que me irrito"                             | Remakes de Diabólicas y Sabrina       |
| Especiales      | Para dormirse       | ¿Qué hora es?                                                     | La mirada de Ulises y Underground     |

### 1998[9]
| Sección         | Premio                    | Nombre                                        | Ganador                                                                     |
| --------------- | ------------------------- | --------------------------------------------- | --------------------------------------------------------------------------- |
| Cine extranjero | Peor película             | "K-Teta a babor"                              | La teniente O'Neil                                                          |
| Cine extranjero | Peor director             | "Despabílate amor"                            | Abel Ferrara, por The Blackout                                              |
| Cine extranjero | Peor actor                | "Tirez sur le pianiste"                       | Geoffrey Rush, por Shine                                                    |
| Cine extranjero | Peor actriz               | "La salchicha peleona"                        | Alicia Silverstone, por "Exceso de equipaje" en Batman y Robin              |
| Cine español    | Peor película             | "No me hables de monjas que me pongo atómica" | La herida luminosa                                                          |
| Cine español    | Peor director             | "El Alien y La Resurrección"                  | Daniel Calparsoro, por A ciegas, y Juan Antonio Bardem, por Resultado final |
| Cine español    | Peor actor                | "La familia y uno menos"                      | Liberto Rabal, por Carne trémula                                            |
| Cine español    | Peor actriz               | "Sister Fuck"                                 | Cayetana Guillén Cuervo, por La herida luminosa y Hazlo por mí              |
| Especiales      | Trayectoria institucional | "Air-Bag-Bilonio ¡Qué mareo!"                 | Esperanza Aguirre, por el conjunto de sus labores                           |
| Especiales      | Trayectoria de director   | "Crítico muerto no paga"                      | Juanma Bajo Ulloa                                                           |
| Especiales      | Trayectoria de actor      | "No va más"                                   | Juanjo Puigcorbé, "porque con ocho (películas) basta"                       |
| Especiales      | Trayectoria de actriz     | "No te estires que no te veo"                 | Faye Dunaway                                                                |
| Especiales      | Trayectoria periodística  | "Uno de los nuestros"                         | Rapha Fernández, "porque... a veces llegan cartas..."                       |

### 1999[10]
| Sección         | Premio                    | Nombre                                         | Ganador                                                                      |
| --------------- | ------------------------- | ---------------------------------------------- | ---------------------------------------------------------------------------- |
| Cine extranjero | Peor película             | "Sé que no hicisteis un euro el último verano" | Los Vengadores                                                               |
| Cine extranjero | Peor director             | "Tienes un e-mail"                             | Kevin Costner, por El mensajero del futuro                                   |
| Cine extranjero | Peor actor                | "¿Dónde está Willy?"                           | William Hurt, por Dark City, Promesas incumplidas y Perdidos en el espacio   |
| Cine extranjero | Peor actriz               | "Tócala otra vez, Sam (Shepard)"               | Jessica Lange, por Relación mortal, Heredarás la tierra y Cousin Bette       |
| Cine español    | Peor película             | "La más-barata del Zorro"                      | La vuelta de El Coyote                                                       |
| Cine español    | Peor dirección (ex aequo) | "Nada en la sesera"                            | Dunia Ayaso y Félix Sabroso, por El grito en el cielo                        |
| Cine español    | Peor dirección (ex aequo) | "Nada en la sesera"                            | Alfonso Albacete y David Menkes, por Atómica                                 |
| Cine español    | Peor actor                | "Mr. Magoo o la mirada del topo"               | José Coronado, por Frontera Sur, La mirada del otro y La vuelta de El Coyote |
| Cine español    | Peor actriz (ex aequo)    | "¿El viento se llevó Lec-quió?"                | Ana Obregón, por La mirada del otro                                          |
| Cine español    | Peor actriz (ex aequo)    | "¿El viento se llevó Lec-quió?"                | Mar Flores, por La vuelta de El Coyote                                       |
| Cine español    | Peor doblaje al catalán   | "Tú a Sitges y yo a California"                | Àlex Gorina y Joan Maria Pujals                                              |
| Cine español    | Cosas de los Goya         | "Loca academia de mensajería"                  | El abuelo                                                                    |
| Cine español    | Trayectoria               | "El gran Lewinsky"                             | Vicente Aranda y Ventura Pons                                                |
| Especiales      | Uno de los nuestros       | "El silencio de los palmeros"                  | Departamento de prensa de Columbia Tri-Star                                  |

### 2000[11]
| Sección         | Premio              | Nombre                                                | Ganador                                                                            |
| --------------- | ------------------- | ----------------------------------------------------- | ---------------------------------------------------------------------------------- |
| Cine extranjero | Peor película       | "wc_wc_wc.@rrobar.com"                                | El proyecto de la bruja de Blair                                                   |
| Cine extranjero | Peor director       | "Los teleñecos en el espacio"                         | George Lucas, por La amenaza fantasma                                              |
| Cine extranjero | Peor actor          | "WonderbraD"                                          | Brad Pitt, por El club de la lucha y ¿Conoces a Joe Black?                         |
| Cine extranjero | Peor actriz         | "Jabón, jabón"                                        | Helena Bonham Carter, por El club de la lucha, Extraña petición y Una guerra feliz |
| Cine extranjero | Honorífico          | "No me toques a Alfredito (Hitchcock), que me irrito" | Gus Van Sant, por Psycho                                                           |
| Cine español    | Peor película       | "Pepe Gotera y Otilio: chapuzas a domicilio"          | La ciudad de los prodigios                                                         |
| Cine español    | Peor director       | "Lo tuyo es puro teatro"                              | Mario Gas, por El pianista                                                         |
| Cine español    | Peor actor          | "Tranquil, Jordi, tranquil"                           | Jordi Mollà, por El pianista, Volavérunt y Un dólar por los muertos                |
| Cine español    | Peor actriz         | "Entre las piernas"                                   | Toni Cantó, por Todo sobre mi madre                                                |
| Cine español    | Honorífico          | "¿Qué ha hecho Goya para merecer esto?"               | Jorge Perugorría, por Volavérunt                                                   |
| Especiales      | Uno de los nuestros | "Todo sobre mi pase"                                  | Carmen Isasa, de los cines Icària de Barcelona                                     |
| Especiales      | Honorífico          | "Roseta, estate quieta"                               | Movimiento Dogma                                                                   |
| Especiales      | Autoestima          | "No me agrado"                                        | Antonia San Juan, por la presentación de la gala de los Premios Goya 2000          |
| Especiales      | Autoestima          | "El globo (el de oro y el otro) nunca es suficiente"  | Pedro Almodóvar                                                                    |

### 2001[12]
| Sección         | Premio                   | Nombre                                  | Ganador                                                                              |
| --------------- | ------------------------ | --------------------------------------- | ------------------------------------------------------------------------------------ |
| Cine extranjero | Peor película            | "Los restos del naufragio"              | Lo que la verdad esconde                                                             |
| Cine extranjero | Peor director (ex aequo) | "Malavista Social Club"                 | Wim Wenders, por El hotel del millón de dólares                                      |
| Cine extranjero | Peor director (ex aequo) | "Malavista Social Club"                 | Jane Campion, por Holy Smoke                                                         |
| Cine extranjero | Peor actor               | "Granuja de mucho pelo"                 | John Travolta, por Campo de batalla: La Tierra                                       |
| Cine extranjero | Peor actriz              | "Yo, yo misma y mi morro"               | Angelina Jolie, por Inocencia interrumpida, 60 segundos y El coleccionista de huesos |
| Cine español    | Peor película            | "Is cary this movie"                    | Sabotage                                                                             |
| Cine español    | Peor director            | "Azezinoz natoz"                        | Álvaro Fernández Armero, por El arte de morir                                        |
| Cine español    | Peor actor               | "¡Ja me maaten...!"                     | Joaquín Cortés, por Gitano                                                           |
| Cine español    | Peor actriz              | "Presa de la compresa"                  | Silke, por Km. 0, ¿Tú qué harías por amor? y Almejas y mejillones                    |
| Especiales      | Uno de los nuestros      | "El Parada de los monstruos"            | Cine de barrio                                                                       |
| Especiales      | Cultura                  | "La Falla en Sevilla es pura maravilla" | Misión: Imposible II                                                                 |
| Especiales      | Autoestima               | "Fumando espero el Oscar que yo quiero" | You're the One (una historia de entonces)                                            |
| Especiales      | Mención                  | "Catalan Psycho"                        | Antoni Ribas, por Terra de canons                                                    |

### 2002[13]
| Sección         | Premio                    | Nombre                                 | Ganador                                                                                  |
| --------------- | ------------------------- | -------------------------------------- | ---------------------------------------------------------------------------------------- |
| Cine extranjero | Peor película             | "Inteligencia artificial"              | Tomb Raider                                                                              |
| Cine extranjero | Peor director             | "Este... argentino para prinsipiantes" | Fito Páez, por Vidas privadas                                                            |
| Cine extranjero | Peor actor                | "¡Socorro! Soy un pez"                 | Ben Affleck, por Pearl Harbor                                                            |
| Cine extranjero | Peor actriz               | "Demasiada carne"                      | Jennifer Lopez, por Planes de boda y Mirada de ángel                                     |
| Cine español    | Peor película             | "Tanito pierde el tren"                | Sin noticias de Dios                                                                     |
| Cine español    | Peor dirección (ex aequo) | "El paraíso ya no es lo que era"       | Carlos Saura, por Buñuel y la mesa del rey Salomón                                       |
| Cine español    | Peor dirección (ex aequo) | "El paraíso ya no es lo que era"       | Manuel Gutiérrez Aragón, por Visionarios                                                 |
| Cine español    | Peor actor                | "¡Adiós, muñeco!"                      | José Luis Moreno, por Torrente 2: Misión en Marbella                                     |
| Cine español    | Peor actriz               | "Extranjera de sí misma"               | Penélope Cruz, por Blow, La mandolina del capitán Corelli y Todos los caballos bellos    |
| Especiales      | Uno de los nuestros       | "¿Algo que contar?"                    | Vicente Molina Foix, por Sagitario                                                       |
| Especiales      | Maquillaje                | "Todos los cabellos bellos"            | Las pelucas de Tiempos de azúcar, Blow, Druidas y la de Javier Cámara en Lucía y el sexo |
| Especiales      | Autoestima                | "Mola ser jefe"                        | Julio Fernández, "por la Operación Triunfo de la Fantastic Factory"                      |

### 2003[14]
| Sección         | Premio              | Nombre                                    | Ganador                                                                   |
| --------------- | ------------------- | ----------------------------------------- | ------------------------------------------------------------------------- |
| Cine extranjero | Peor película       | "Sí, es otra estúpida película americana" | Cuando éramos soldados                                                    |
| Cine extranjero | Peor director       | "Cabeza borradora"                        | Ron Howard, por Una mente maravillosa                                     |
| Cine extranjero | Peor actor          | "Des-Prestige"                            | Jeremy Irons, por La máquina del tiempo, El cuarto ángel y Callas Forever |
| Cine extranjero | Peor actriz         | "Calla forever"                           | Reparto de 8 mujeres                                                      |
| Cine español    | Peor película       | "El pedante bilingüe"                     | Manjar de amor                                                            |
| Cine español    | Peor director       | "Y tú, menos..."                          | Jordi Mollà, por No somos nadie                                           |
| Cine español    | Peor actor          | "Pasa palabra"                            | Carlos Sobera, por El forastero y ¡Hasta aquí hemos llegado!              |
| Cine español    | Peor actriz         | "Manolete Gafotas"                        | Rosario Flores, por Hable con ella                                        |
| Cine español    | Institución         | "Pánico nuclear"                          | Reacción del Gobierno tras la ceremonia de los Goya                       |
| Especiales      | Uno de los nuestros | Uno de los nuestros                       | Carlos Pumares                                                            |
| Especiales      | Remakes             | "El ataque de los clones"                 | Mr. Deeds, Rollerball y Vanilla Sky                                       |

### 2004[15]
| Sección         | Premio              | Nombre                     | Ganador |
| --------------- | ------------------- | -------------------------- | --- |
| Cine extranjero | Peor película       | "Polis de guardería"       | S.W.A.T.: Los hombres de Harrelson                                                                                              |
| Cine extranjero | Peor director       | "Shin Chan"                | Wayne Wang, por Sucedió en Manhattan                                                                                            |
| Cine extranjero | Peor actor          | "Descongélate"             | Harrison Ford, por Hollywood: Departamento de homicidios                                                                        |
| Cine extranjero | Peor actriz         | "La sonrisa de Bobalisa"   | Sandra Bullock, por Amor con preaviso                                                                                           |
| Cine extranjero | Maquillaje          | "Porque yo lo valgo"       | Salma Hayek, por su "bigote volátil" en Frida, y Johnny Depp, por su "rímel portátil"                                           |
| Cine español    | Peor película       | "En casa de Herrero..."    | El misterio Galíndez |
| Cine español    | Peor dirección      | "Teatri-partito"           | - Albert Boadella, por Buen viaje, excelencia - Joel Joan, por Excusas - Paco Mir, por Lo mejor que le puede pasar a un cruasán |
| Cine español    | Peor actor          | "¡Hola, don Pepito!"       | Leonardo Sbaraglia, por Carmen                                                                                                  |
| Cine español    | Peor actriz         | "Este cuerpo no es el mío" | Paz Vega, por Carmen |
| Especiales      | Uno de los nuestros | "Hasta nunca corazón"      | Anne Igartiburu, por El lápiz del carpintero                                                                                    |
| Especiales      | Trilogías           | "Tres que rayan"           | Matrix, Terminator y El Señor de los Anillos                                                                                    |

### 2005[16]
| Sección         | Premio              | Nombre                                              | Ganador                                           |
| --------------- | ------------------- | --------------------------------------------------- | ------------------------------------------------- |
| Cine extranjero | Peor película       | "Rouco y sus hermanos"                              | La Pasión de Cristo                               |
| Cine extranjero | Peor director       | "Los hermanos Cara-mazo"                            | Ethan y Joel Coen, por The Ladykillers            |
| Cine extranjero | Peor actor          | "Aquí-les quiero ver"                               | Brad Pitt, por Troya y Ocean's Twelve             |
| Cine extranjero | Peor actriz         | "La fantasma que se opera"                          | Isabelle Adjani, por Bon voyage                   |
| Cine español    | Peor película       | "Pues va a ser que no"                              | Di que sí                                         |
| Cine español    | Peor dirección      | "¡Pues va a ser que sí?"                            | María Lidón, por Yo, puta                         |
| Cine español    | Peor actor          | "Una serie de catastróficas desdichas"              | Santiago Segura, "por TODO..."                    |
| Cine español    | Peor actriz         | "Lost in La Mancha"                                 | Gael García Bernal, por La mala educación         |
| Cine español    | Peor banda sonora   | "Soplagaitas"                                       | Alejandro Amenábar, por Mar adentro               |
| Cine español    | Peor doblaje        | "¡Desdóblalo otra vez, Andrew!"                     | Doblaje de El fantasma de la ópera                |
| Especiales      | Mención             | "Tod Browning (si es que sabe quién es)"            | Javier Cárdenas, por FBI: Frikis Buscan Incordiar |
| Especiales      | Autoestima          | "¿Qué hace una diva como tú en una gala como esta?" | Montserrat Caballé, por su presencia en los Goya  |
| Especiales      | Uno de los nuestros | "Inconscientes"                                     | Juan Madrid, por Tánger                           |
| Especiales      | Uno de los nuestros | "Inconscientes"                                     | Ramón de España, por Haz conmigo lo que quieras   |

### 2006[17]
| Sección         | Premio              | Nombre                              | Ganador                                                                                            |
| --------------- | ------------------- | ----------------------------------- | -------------------------------------------------------------------------------------------------- |
| Cine extranjero | Peor película       | "China y Zorrilla"                  | El sabor de la sandía                                                                              |
| Cine extranjero | Peor director       | "Un poco de Magno es mucho"         | Oliver Stone, por Alejandro Magno                                                                  |
| Cine extranjero | Peor actor          | "Legolas, ¿a dónde vas?"            | Orlando Bloom, por El reino de los cielos y Elizabethtown                                          |
| Cine extranjero | Peor actriz         | "Million boba baby"                 | Renée Zellweger, por Cinderella Man                                                                |
| Cine español    | Peor película       | "Chanquete"                         | Camarón                                                                                            |
| Cine español    | Peor dirección      | "Soñando, soñando, acabé patinando" | Juanma Bajo Ulloa, por Frágil                                                                      |
| Cine español    | Peor actor          | "El pen(e)alty más largo del mundo" | Santi Millán, por Amor idiota                                                                      |
| Cine español    | Peor actriz         | "La cosilla de Adán"                | Eva Cobo, por Pasos                                                                                |
| Especiales      | Autoestima          | "No dirijas que es peor"            | Federico Luppi, Alexis Valdés y Liberto Rabal, por su debut como directores                        |
| Especiales      | Mención             | "Horror amarillo"                   | Cine de terror asiático                                                                            |
| Especiales      | Institución         | "Atraco a las tres"                 | Ministerio de Cultura, por "apropiación indebida" de El reino de los cielos, Sahara y A Good Woman |
| Especiales      | Uno de los nuestros | "Qué de-leite Méndez Leite"         | 20.ª gala de los Premios Goya                                                                      |

### 2007[18]
| Sección         | Premio              | Nombre                                    | Ganador                                                                            |
| --------------- | ------------------- | ----------------------------------------- | ---------------------------------------------------------------------------------- |
| Cine extranjero | Peor película       | "Plastoon"                                | World Trade Center                                                                 |
| Cine extranjero | Peor director       | "Pepito Piscinas"                         | M. Night Shyamalan, por La joven del agua                                          |
| Cine extranjero | Peor actor          | "El flautista de Amélie"                  | Tom Hanks, por El código Da Vinci                                                  |
| Cine extranjero | Peor actriz         | "Yo soy la Shari"                         | Sharon Stone, por Instinto básico 2                                                |
| Cine español    | Peor película       | "Todos los hombres de Pedro J."           | GAL                                                                                |
| Cine español    | Peor dirección      | "Vaya par de gemelos"                     | Marc Recha y su hermano, por Días de agosto                                        |
| Cine español    | Peor actor          | "Maja adentro"                            | Javier Bardem, por Los fantasmas de Goya                                           |
| Cine español    | Peor actriz         | "A la triste"                             | Ariadna Gil, por Alatriste, Bienvenido a casa y El laberinto del fauno             |
| Cine español    | Peor doblaje        | "Babel"                                   | Doblaje de actores españoles a otras lenguas autonómicas                           |
| Especiales      | Mención             | "Aquellos chalados en sus locos caballos" | La sobredosis de Tirante el Blanco, Los Borgia y Héroes de Caballería, entre otros |
| Especiales      | Exhibidor           | "Adiós a los calientabanquillos"          | El inminente cierre del cine Arenas de Barcelona                                   |
| Especiales      | Uno de los nuestros | "Bajo las aguas intranquilas de Sitges"   | Ángel Sala                                                                         |

### 2008[19]
| Sección         | Premio              | Nombre                                 | Ganador                                                                  |
| --------------- | ------------------- | -------------------------------------- | ------------------------------------------------------------------------ |
| Cine extranjero | Peor película       | "Salir pitando"                        | La brújula dorada                                                        |
| Cine extranjero | Peor director       | "Un engaño de pi...jo!"                | Darren Aronofsky, por La fuente de la vida                               |
| Cine extranjero | Peor actor          | "Gatillazo a la gloria"                | Nicolas Cage, por Ghost Rider, Next y La búsqueda: El diario secreto     |
| Cine extranjero | Peor actriz         | "Botox de ambición"                    | Nicole Kidman, por Retrato de una obsesión, Invasión y La brújula dorada |
| Cine español    | Peor película       | "¡Ave, Magdalena Álvarez!"             | Oviedo Express                                                           |
| Cine español    | Peor dirección      | "El jefe de todo esto"                 | Gerardo Herrero, por Una mujer invisible                                 |
| Cine español    | Peor actor          | "El portero siempre llama dos veces"   | Fernando Tejero, por Días de cine y El club de los suicidas              |
| Cine español    | Peor actriz         | "¿Hay Carmelo?"                        | Aitana Sánchez-Gijón, por La carta esférica y Oviedo Express             |
| Cine español    | Uno de los nuestros | "Un buen programa lo tiene cualquiera" | Cayetana Guillén Cuervo                                                  |
| Especiales      | Intelectuales       | "Noche en el museo"                    | En la ciudad de Sylvia, In land empire y El silencio antes de Bach       |
| Especiales      | Amistades           | "GarciLandia"                          | José Luis Garci y Alfredo Landa, "por su matrimonio compulsivo"          |
| Especiales      | Plagas              | "Del orfanato al Lolita's Club"        | Supersalidos y Lío embarazoso                                            |

### 2009[20]
| Sección         | Premio                   | Nombre                                          | Ganador                                                  |
| --------------- | ------------------------ | ----------------------------------------------- | -------------------------------------------------------- |
| Cine extranjero | Peor película            | "Sin tetas no hay paraíso"                      | Sexo en Nueva York                                       |
| Cine extranjero | Peor director            | "Quanto solhace"                                | Catherine Hardwicke, por Crepúsculo                      |
| Cine extranjero | Peor actor               | "Superfumados"                                  | El dúo Robert De Niro-Al Pacino, por Asesinato justo     |
| Cine extranjero | Peor actriz              | "No me pidas que te premie, porque te premiaré" | Renée Zellweger, por Appaloosa y Ella es el partido      |
| Cine español    | Peor película (ex aequo) | "Grandes Espe-ranzas"                           | La conjura de El Escorial                                |
| Cine español    | Peor película (ex aequo) | "Grandes Espe-ranzas"                           | Sangre de mayo                                           |
| Cine español    | Peor director            | "En la Cuerda floja"                            | José Luis Cuerda, por Los girasoles ciegos               |
| Cine español    | Peor actor               | "Dieta no mediterránea"                         | Javier Cámara, por Fuera de carta y Los girasoles ciegos |
| Cine español    | Peor actriz              | "Lo suyo es puro teatro"                        | Anna Lizaran, por Forasteros                             |
| Cine español    | Uno de los nuestros      | "Vicky, Cristina, Bastelona"                    | Jordi Basté                                              |
| Especiales      | Intelectuales            | "La amenaza fantasma Solomon Shang"             | Albert Serra y Jaime Rosales                             |
| Especiales      | Académico                | "El silencio de los corderos"                   | Joel Joan                                                |
| Especiales      | Productor                | "El caballero oscuro"                           | Jaume Roures                                             |

### 2010[21]
| Sección         | Premio                      | Nombre                                                                                        | Ganador                                                                     |
| --------------- | --------------------------- | --------------------------------------------------------------------------------------------- | --------------------------------------------------------------------------- |
| Cine extranjero | Peor película               | "La tita asustada"                                                                            | Anticristo                                                                  |
| Cine extranjero | Peor director               | "Festival de canas"                                                                           | Jim Jarmusch, por The Limits of Control                                     |
| Cine extranjero | Peor actor                  | "Lo puto gusiluz"                                                                             | Robert Pattinson, por Luna nueva                                            |
| Cine extranjero | Peor actriz                 | "Meganvixen"                                                                                  | Megan Fox, por Transformers: la venganza de los caídos y Jennifer's Body    |
| Cine español    | Peor película               | "¿Hacemos una porno?"                                                                         | Mentiras y gordas                                                           |
| Cine español    | Peor director               | "Mauvais èpoque"                                                                              | Fernando Trueba, por El baile de la Victoria                                |
| Cine español    | Peor actor                  | "Gomina power"                                                                                | Rubén Ochandiano, por Los abrazos rotos                                     |
| Cine español    | Peor actriz                 | "Qué he hecho yo para merecer Tetro"                                                          | Carmen Maura, por Tetro                                                     |
| Cine español    | Uno de los nuestros         | "A-ventura-rse 'A la deriva'"                                                                 | Boris Izaguirre                                                             |
| Especiales      | Productor, directora, actor | "Apaltamento pala tles"                                                                       | Jaume Roures, Isabel Coixet y Sergi López, por Mapa de los sonidos de Tokio |
| Especiales      | Académicos                  | "Un xiguagua en Beverly Hills"                                                                | Academia del Cine Catalán en Hollywood                                      |
| Especiales      | Ministerial                 | "La chica con una cerilla y un bidón de gasolina"                                             | Ministra de Cultura                                                         |
| Especiales      | Cobrador del frac           | "Arráncame la vida y arrástrame al infierno, donde viven los monstruos, ¡malditos bastardos!" | SGAE                                                                        |

### 2011[22]
| Sección         | Premio              | Nombre                                           | Ganador |
| --------------- | ------------------- | ------------------------------------------------ | --- |
| Cine extranjero | Peor película       | "Los antojos de Julia"                           | Come, reza, ama |
| Cine extranjero | Peor director       | "Vuelve a Alemania, Pepe"                        | Florian Henckel von Donnersmarck, por The Tourist                                                                                               |
| Cine extranjero | Peor actor          | "3D (desenfocados, desorientados y desubicados)" | Liam Neeson, Gerard Butler y Ralph Fiennes, por sus trabajos de 2010                                                                            |
| Cine extranjero | Peor actriz         | "Copias certificadas"                            | Jennifer Aniston, por Ex-posados, Love Happens y Un pequeño cambio                                                                              |
| Cine español    | Peor película       | "Putty woman"                                    | DiDi Hollywood |
| Cine español    | Peor director       | "Muerte entre las flores"                        | Fernando León de Aranoa, por Amador |
| Cine español    | Peor actor          | "Que se mueran los feos"                         | Mario Casas, por Tres metros sobre el cielo |
| Cine español    | Peor actriz         | "La teta y la trompeta"                          | Elsa Pataky por DiDi Hollywood y Carolina Bang por Balada triste de trompeta (ex aequo)                                                         |
| Cine español    | Uno de los nuestros | "Infiltrado"                                     | Pere Vall, por sus trabajos como actor en diversas películas                                                                                    |
| Especiales      | Productor           | "Dónde estará Mi-Ñarro"                          | Productor de, entre otras, El tío Boonmee recuerda sus vidas pasadas, O estranho caso de Angelica, La mosquitera, Aita, Blow Horn y Familystrip |
| Especiales      | Premios             | "Chorizos Kaplan"                                | Premios Gaudí |
| Especiales      | Leyes               | "Con De la Iglesia hemos topado"                 | Ley Sinde |
| Especiales      | Publicidad          | "Moco deluxe"                                    | Tráiler de Torrente 4: Lethal Crisis |

### 2012[23]
| Sección         | Premio              | Nombre                                      | Ganador                                                                                                   |
| --------------- | ------------------- | ------------------------------------------- | --- |
| Cine extranjero | Peor película       | "Habemus plastam"                           | El árbol de la vida                                                                                       |
| Cine extranjero | Peor director       | "Mel-eñeco"                                 | Jodie Foster, por El castor                                                                               |
| Cine extranjero | Peor actor          | "En busca del aura perdida"                 | Harrison Ford, por Cowboys & Aliens, Morning Glory, Medidas extraordinarias y Territorio prohibido        |
| Cine extranjero | Peor actriz         | "Para qué sirve un Oscar (o dos)"           | Hilary Swank, por Noche de fin de año, La víctima perfecta y Betty Anne Waters                            |
| Cine español    | Peor película       | "No me vuelvas a contar cómo pasó"          | La voz dormida                                                                                            |
| Cine español    | Peor director       | "Mientras duermes"                          | Juan Carlos Fresnadillo, por Intruders                                                                    |
| Cine español    | Peor actor          | "Tú lo que quieres es que me coma el tigre" | Roberto Álamo y Marisa Paredes, por La piel que habito                                                    |
| Cine español    | Peor actriz         | "Tú lo que quieres es que me coma el tigre" | Roberto Álamo y Marisa Paredes, por La piel que habito                                                    |
| Cine español    | Uno de los nuestros | "No es País para egos"                      | Carlos Boyero                                                                                             |
| Especiales      | Directores          | "Promoción fantasma"                        | - Eduardo Chapero-Jackson, por Verbo - Isaki Lacuesta, por Los pasos dobles - Miranda July, por El futuro |
| Especiales      | Premios             | "Catalunya über alles"                      | Premios Gaudí 2012, con mención especial al discurso de Joel Joan                                         |

### 2013[24]
| Sección         | Premio              | Nombre                                           | Ganador                                                                                              |
| --------------- | ------------------- | ------------------------------------------------ | --- |
| Cine extranjero | Peor película       | "Vivir del cuento"                               | El hobbit: un viaje inesperado                                                                       |
| Cine extranjero | Peor director       | "El hombre que no amaba los musicales"           | Tom Hooper, por Los miserables                                                                       |
| Cine extranjero | Peor actor          | "¿Por qué no te callas?"                         | Jean Dujardin, por Los infieles                                                                      |
| Cine extranjero | Peor actriz         | "Espejito, espejito, ¿quién es más sosa que yo?" | Kristen Stewart, por Blancanieves y la leyenda del cazador y Amanecer - Parte 2                      |
| Cine español    | Peor película       | "Estrenas, que no es poco"                       | Todo es silencio                                                                                     |
| Cine español    | Peor dirección      | "Ego al desnudo"                                 | Nacho Vigalondo, por Extraterrestre                                                                  |
| Cine español    | Peor actor          | "¿Tengo ganas de ti?"                            | Hugo Silva, por El cuerpo y En fuera de juego                                                        |
| Cine español    | Peor actriz         | "Ola k ase"                                      | Clara Lago, por Fin y Tengo ganas de ti                                                              |
| Especiales      | Cultura             | "Franco desencadenado"                           | José Ignacio Wert, por su política cultural                                                          |
| Especiales      | Justicia            | "Baltasar Garzón"                                | Alberto Ruiz-Gallardón, por Holmes & Watson. Madrid Days                                             |
| Especiales      | Viejas glorias      | "The Walking Dead"                               | Reparto de Los mercenarios 2                                                                         |
| Especiales      | Esos pelos          | "Loca academia de peluquería"                    | - Javier Bardem, por Skyfall - José Coronado, por El cuerpo - Sean Penn, por Un lugar donde quedarse |
| Especiales      | Todo queda en casa  | "La familia y una más"                           | Carmina Barrios, por Carmina o revienta                                                              |
| Especiales      | Uno de los nuestros | "El fiasco se viste de Prada"                    | Juan Manuel de Prada, por el programa Lágrimas en la lluvia                                          |

### 2014[25]
| Sección         | Premio                 | Nombre                                         | Ganador                                                                |
| --------------- | ---------------------- | ---------------------------------------------- | ---------------------------------------------------------------------- |
| Cine extranjero | Peor película          | "Jodí motors (a veces follo coches)"           | El consejero                                                           |
| Cine extranjero | Peor director          | "El gran estafador americano"                  | David O. Russell, por El lado bueno de las cosas                       |
| Cine extranjero | Peor actor             | "Ni Dios te perdona"                           | Ryan Gosling, por Solo Dios perdona                                    |
| Cine extranjero | Peor actriz            | "Quiero ser Carmen de Mairena"                 | Oprah Winfrey, por El mayordomo                                        |
| Cine español    | Peor película          | "Come, vuela, mama"                            | Los amantes pasajeros                                                  |
| Cine español    | Peor directora         | "Pues eso"                                     | Isabel Coixet, por Ayer no termina nunca                               |
| Cine español    | Peor aspirante a actor | "Send in the clowns to Guantánamo"             | Albert Serra                                                           |
| Cine español    | Peor actriz            | "Malamadre (las malas no te sientan tan bien)" | Belén Rueda, por Séptimo                                               |
| Especiales      | Ya vale, ¿no?          | "Tu barba me suena"                            | Quim Gutiérrez, "por el uso y abuso de su trabajo durante el 2013"     |
| Especiales      | Gubernamental          | "Despreciar es fácil con los ojos cegados"     | Cristóbal Montoro, "por su 'desmesurado amor' al cine español"         |
| Especiales      | Uno de los nuestros    | "El asesino es el mayordomo"                   | Javier Ocaña                                                           |
| Especiales      | 25 aniversario         | "No estaban muertos, estaban de parranda"      | El proyecto de la bruja de Blair, Canción de cuna y La herida luminosa |

### 2015[26]
| Sección         | Premio        | Nombre                                           | Ganador |
| --------------- | ------------- | ------------------------------------------------ | --- |
| Cine extranjero | Peor película | "Réquiem por un leño"                            | Noé |
| Cine extranjero | Peor director | "Pepi, Lucy, Bom y otras chicas de (Luc) Besson" | Luc Besson, por Lucy                                                                                       |
| Cine extranjero | Peor actor    | "Bastardo desencadenado"                         | Christoph Waltz, por Big Eyes y Teorema zero                                                               |
| Cine extranjero | Peor actriz   | "Más dura será la caída (algo pasa en la nube)"  | Jennifer Lawrence, por Serena, Sinsajo - Parte 1, X-Men: días del futuro pasado y La gran estafa americana |
| Cine español    | Peor película | "En casa de Herrero, guionista de palo"          | La ignorancia de la sangre                                                                                 |
| Cine español    | Peor director | "Con De la Iglesia hemos topado"                 | Juanfer Andrés y Esteban Roel, por Musarañas                                                               |
| Cine español    | Peor actor    | "Actor mínimo"                                   | Jesús Castro, por El Niño y La isla mínima                                                                 |
| Cine español    | Peor actriz   | "Resacón en la Vega 3"                           | Paz Vega, por Matar al mensajero, Grace de Mónaco y La ignorancia de la sangre                             |
| Especiales      | Especiales    | "Los abuelos que saltaron por la ventana y..."   | Clint Eastwood, Jean-Luc Godard y Woody Allen                                                              |
| Especiales      | Especiales    | "Uno de los nuestros"                            | Andreu Buenafuente, "por su egotrip en El culo del mundo"                                                  |
| Especiales      | Especiales    | "Cultura morta"                                  | TV3, "por sus secretas intenciones con respecto a Ànima, Cinema 3 y Via llibre"                            |
| Especiales      | Especiales    | "Fins L'endemà"                                  | Isona Passola, por su discurso en los Premios Gaudí                                                        |

### 2016[27]
| Sección         | Premio                       | Nombre                                    | Ganador                                                                          |
| --------------- | ---------------------------- | ----------------------------------------- | -------------------------------------------------------------------------------- |
| Cine extranjero | Peor película                | "Requisitos para ser una masoca normal"   | Cincuenta sombras de Grey                                                        |
| Cine extranjero | Peor director                | "La Matrix que os parió"                  | Las hermanas Wachowski, por El destino de Júpiter                                |
| Cine extranjero | Peor actor                   | "Johnny be good"                          | Johnny Depp, por Mortdecai                                                       |
| Cine extranjero | Peores actrices (ex aequo)   | "Dos chicas sin Garbo"                    | Greta Gerwig, por Mistress America                                               |
| Cine extranjero | Peores actrices (ex aequo)   | "Dos chicas sin Garbo"                    | Melissa McCarthy, por Espías                                                     |
| Cine español    | Peor película                | "Los tediosos ocho"                       | Ocho apellidos catalanes                                                         |
| Cine español    | Peores directores (ex aequo) | "Rodaron por debajo de sus posibilidades" | Alejandro Amenábar, por Regresión                                                |
| Cine español    | Peores directores (ex aequo) | "Rodaron por debajo de sus posibilidades" | Julio Medem, por Ma ma                                                           |
| Cine español    | Peor actor                   | "¿Qué me canta doctor?"                   | Asier Etxeandia, por Ma ma                                                       |
| Cine español    | Peor actriz                  | "¡Recupera el norte!"                     | Carmen Machi, por Mi gran noche, Ocho apellidos catalanes y Perdiendo el norte   |
| Especiales      | En conjunto                  | "Extraños en un tren"                     | Reparto de Incidencias                                                           |
| Especiales      | Oratoria                     | "La reina de la banana"                   | Rossy de Palma, por su presentación de los Premios Gaudí                         |
| Especiales      | Exhibidores                  | "20 minutos y volvemos"                   | Cinesa, "por el exceso de publicidad (y el euro de más en los grandes estrenos)" |
| Especiales      | Uno de los nuestros          | Uno de los nuestros                       | Pablo Motos, "por convertir a los astros en insectos en El hormiguero"           |

### 2017[28]
| Sección         | Premio                       | Nombre                                        | Ganador |
| --------------- | ---------------------------- | --------------------------------------------- | --- |
| Cine extranjero | Peor película                | "Se os acabó el pastel"                       | Frente al mar |
| Cine extranjero | Peores directores            | "Fargo para recordar"                         | Los hermanos Coen, por ¡Ave, César! |
| Cine extranjero | Peor actor                   | "El hombre de una sola cara"                  | Ben Affleck, por Batman vs Superman y El contable                                                                                             |
| Cine extranjero | Peor actriz                  | "Resacón en las vías"                         | Emily Blunt, por La chica del tren |
| Cine español    | Peor película                | "Morrallas de Targarona"                      | Secuestro |
| Cine español    | Peores directores (ex aequo) | "No culpes a Carmen de lo que os pasa por..." | Miguel del Arco, por Las furias |
| Cine español    | Peores directores (ex aequo) | "No culpes a Carmen de lo que os pasa por..." | Félix Sabroso, por El tiempo de los monstruos                                                                                                 |
| Cine español    | Peores directores (ex aequo) | "No culpes a Carmen de lo que os pasa por..." | Nacho G. Velilla, por Villaviciosa de al lado                                                                                                 |
| Cine español    | Peor actor                   | "Que Dios te perdone"                         | Eduard Fernández, por Lejos del mar y La noche que mi madre mató a mi padre                                                                   |
| Cine español    | Peor actriz                  | "Canta y no llores"                           | Silvia Pérez Cruz, por Cerca de tu casa |
| Especiales      | Uno de los nuestros          | "Adieu au langage"                            | Àngel Sala |
| Especiales      | Remakes                      | "No profanar el sueño de los muertos"         | Ben-Hur |
| Especiales      | Remakes                      | "No profanar el sueño de los muertos"         | Los siete magníficos |
| Especiales      | Remakes                      | "No profanar el sueño de los muertos"         | La leyenda de Tarzán |
| Especiales      | Veterano                     | "Múltiple"                                    | Jeremy Irons, por Assassin's Creed, Batman vs Superman, El Héroe de Berlín, El hombre que conocía el infinito, High-rise y La correspondencia |

### 2018[29]
| Sección         | Premio              | Nombre                               | Ganador                                                     |
| --------------- | ------------------- | ------------------------------------ | ----------------------------------------------------------- |
| Cine extranjero | Peor película       | "El menor espectáculo del mundo"     | El gran showman                                             |
| Cine extranjero | Peor director       | "Payaso sin fronteras"               | Sean Penn, por Diré tu nombre                               |
| Cine extranjero | Peor actor          | "¡Cuidarín, Ricardo!"                | Ricardo Darín, por Nieve negra                              |
| Cine extranjero | Peor actriz         | "Nadie quiere a esta Bi-noche"       | Juliette Binoche, por La alta sociedad y Ghost in the Shell |
| Cine español    | Peor película       | "Vaya par de gemelas, ¿te das cuen?" | Contratiempo                                                |
| Cine español    | Peor director       | "Un Bayona viene a verme"            | Sergio G. Sánchez, por El secreto de Marrowbone             |
| Cine español    | Peor actor          | "Cruz y Raya"                        | José Mota, por Abracadabra                                  |
| Cine español    | Peor actriz         | "Que baje Dios y la vea"             | Belén Cuesta, por La llamada                                |
| Especiales      | Televisivas         | "Cine de barro"                      | El guardián invisible                                       |
| Especiales      | Televisivas         | "Cine de barro"                      | Es por tu bien                                              |
| Especiales      | Televisivas         | "Cine de barro"                      | Señor, dame paciencia                                       |
| Especiales      | También ellas       | "You too"                            | Descontroladas                                              |
| Especiales      | También ellas       | "You too"                            | El gran desmadre (malas madres 2)                           |
| Especiales      | También ellas       | "You too"                            | Juerga de mamis                                             |
| Especiales      | También ellas       | "You too"                            | Una noche fuera de control                                  |
| Especiales      | Uno de los nuestros | "Catalana por el mundo"              | Margarita Chapatte, por la vuelta al idem en 200 festivales |

### 2019[30]
| Sección         | Premio                                    | Nombre                                                       | Ganador |
| --------------- | ----------------------------------------- | ------------------------------------------------------------ | --- |
| Cine extranjero | Peor película                             | "Supercalifragilístico-espantoso (ni con un poco de azúcar)" | El regreso de Mary Poppins                                                                                        |
| Cine extranjero | Peores directores                         | "No es Argento todo lo que reluce"                           | Luca Guadagnino, por Suspiria                                                                                     |
| Cine extranjero | Peor actor                                | "Bad panther"                                                | Denzel Washington, por Roman J. Israel, Esq y The Equalizer 2                                                     |
| Cine extranjero | Peor actriz                               | "Qué bien, qué bien, hoy nos dormimos con Isabelle"          | Isabelle Huppert, por Happy End, Madame Hyde y La cámara de Claire                                                |
| Cine español    | Peor película                             | "Evasión o Victori"                                          | El pacto |
| Cine español    | Peor director                             | "Regresa el pesado"                                          | Daniel Calparsoro, por El aviso                                                                                   |
| Cine español    | Peor actor                                | "Malamente (tra-trá)"                                        | Israel Gómez Romero, por Entre dos aguas                                                                          |
| Cine español    | Peor actriz                               | "Rueda demasiado"                                            | Belén Rueda, por El pacto, El Cuaderno de Sara y No dormirás                                                      |
| Especiales      | (Eras) Uno de los nuestros                | "Ciudadano Kane"                                             | Grupo Hearst, por llevarse la redacción de Fotogramas a Madrid                                                    |
| Especiales      | (Eras) Uno de los nuestros                | "Infiltrado en el CriticClan"                                | Josep María Minguella, por sus críticas de cine en el espacio deportivo El club de la Mitjanit de Catalunya Ràdio |
| Especiales      | Veterana                                  | "Gente que viene y blablaba"                                 | Carmen Maura, por Gente que viene y bah                                                                           |
| Especiales      | Especial 30.º aniversario (YoGa de Honor) | "Tú sí que vales"                                            | Carolina Bang, por ser la única actriz que encajó con elegancia su antipremio del año 2011.                       |

### 2020[31]
| Sección         | Premio              | Nombre                            | Ganador |
| --------------- | ------------------- | --------------------------------- | --- |
| Cine extranjero | Peores películas    | "Superempollones"                 | Midsommar y Serenity |
| Cine extranjero | Peor director       | "Cristal oscuro"                  | M. Night Shyamalan, por Glass |
| Cine extranjero | Peores actores      | "El bello y el bestial"           | Timothée Chalamet, por Beautiful Boy, Mujercitas y Día de lluvia en Nueva York; y Christian Clavier, por ¿Qué hago yo en Ibiza? y Dios mío, ¿pero qué te hemos hecho?... ahora                                                               |
| Cine extranjero | Peor actriz         | "Resacón en las vergas"           | Jennifer Lopez, por Estafadoras de Wall Street y Jefa por accidente |
| Cine español    | Peor película       | "Mejor nos hacemos unas pajillas" | Padre no hay más que uno |
| Cine español    | Peor director       | "Octo-pussy"                      | Isabel Coixet, por Elisa y Marcela |
| Cine español    | Peor actor          | "Sayonara baby"                   | Dani Rovira, por Los Japón y Taxi a Gibraltar |
| Cine español    | Peor actriz         | "Mala èpoque"                     | Maribel Verdú, por El asesino de los caprichos |
| Especiales      | Factoría Disney     | "Hakuna patata"                   | The Walt Disney Company, por los remakes de Aladdín, Dumbo y El rey león |
| Especiales      | Fin de una saga     | "Hasta luego, Lucas"              | Lucasfilm, por Star Wars: El ascenso de Skywalker y las cinco entregas precedentes |
| Especiales      | Maquillaje digital  | "No te pixeles, que no te veo"    | Mill Film, Moving Picture Company y Lola VFX UK, por Cats; Industrial Light & Magic, por El irlandés; y Weta Digital, Park Road Post Production, Universal Production Partners, Scanline VFX GmbH, Legend3D y East Side Effects, por Géminis |
| Especiales      | De casa             | "Más de 7 razones para huir"      | Liberté y Love Me Not |
| Especiales      | Uno de los nuestros | "Jeta Jeta abran"                 | Óscar Peyrou, por no ver las películas sobre las que escribe |

### 2022[32]
| Sección         | Premio              | Nombre                   | Ganador                                                                                         |
| --------------- | ------------------- | ------------------------ | ----------------------------------------------------------------------------------------------- |
| Cine extranjero | Peor película       | "Titanbluff"             | Titane de Julia Ducournau                                                                       |
| Cine extranjero | Peor director       | "Un defecto óptico"      | Wes Anderson, por The French Dispatch                                                           |
| Cine extranjero | Peor actor          | "Cry Macho"              | Adam Driver, por The Last Duel y Annette                                                        |
| Cine extranjero | Peor actriz         | "Ay Mamas"               | Meryl Streep, Jennifer Lawrence y Cate Blanchett, por Don't Look Up                             |
| Cine español    | Peor película       | "Tigretones de papel"    | Poliamor para principiantes de Fernando Colomo                                                  |
| Cine español    | Peor director       | "Pegado a ti"            | Mar Targarona, por Dos                                                                          |
| Cine español    | Peor actor          | "Sin corona y sin valor" | José Coronado, por Way Down y La familia perfecta                                               |
| Cine español    | Peor actriz         | "Quo Vadis, Paz?"        | Paz Vega, por La casa del caracol y El lodo                                                     |
| Especiales      | Empresa televisiva  | "Mal patrón"             | Betevé, por el despido de trabajadores y la supresión de programas culturales                   |
| Especiales      | Premios Gaudí       | "Cortocircuito"          | Academia del Cine Catalán, por galardonar actores no profesionales                              |
| Especiales      | Estrenos            | "Incompentencia oficial" | The Matrix Resurrections y Eternals                                                             |
| Especiales      | Uno de los nuestros | "Sinvergüenza"           | Asociación de la Prensa Extranjera de Hollywood por la mala praxis con los Premios Globo de Oro |